# Porfirio Díaz Machicao
Porfirio Díaz Machicao  (La Paz, 4 de septiembre de 1909 - La Paz, 22 de julio de 1981) fue un escritor, historiador y periodista boliviano, propietario fundador del periódico “El País” de Cochabamba.

## Biografía
Antes de cumplir los veinte años, inició su carrera periodística en La Patria, de Oruro, bajo la dirección de Demetrio Canelas. Pese a su marcada vocación pacifista, fue soldado de la Guerra del Chaco Estudió Filosofía y Letras en La Paz. En Cochabamba conoce a Maruja Alcoba, quien fue su esposa y compañera de toda su vida. Fundó en Cochabamba el periódico “El País”, en 1937, y lo dirigió hasta 1953. El periódico sufrió un atentado dinamitero que lo llevó a volver a La Paz. Su novela Vocero se inspiró en estos sucesos. Fue catedrático de la Universidad Mayor de San Andrés y director de la Biblioteca Central de la misma universidad, cargo que ocupó durante 12 años. 
Protegió la colección de libros de Franz Tamayo, organizó el Museo del escritor boliviano, adquirió colecciones de intelectuales famosos que murieron en la pobreza. Formó parte de la comisión que viajó a París a recuperar los restos mortales del Mariscal Andrés de Santa Cruz. Fue miembro de la benemérita institución “Los Amigos de la Ciudad”, perteneció a casi todas las instituciones y Ateneos Culturales de La Paz. Escribió para los periódicos, La Razón (Bolivia) (del grupo Aramayo), El Diario (Bolivia), Última Hora, La República, La Tarde y Presencia. A comienzos de la década de 1970, dirigió el diario Novedades, en La Paz.

## Academia Boliviana de la Lengua
Ingresó en la Academia Boliviana de la Lengua en 1955, juntamente con el escritor cruceño Enrique Kempff Mercado. Su discurso de ingreso lleva por título “La España que no conozco”, que, sin embargo, revela el profundo conocimiento que poseía sobre la historia general y la historia literaria españolas. Fue secretario de la Academia Boliviana de la Lengua y después su director desde 1957 hasta su retiro de la presidencia en el año 1975 por motivos de salud. Asistió al segundo congreso de Academias de la Lengua realizado en Madrid en 1956. En el Tercer Congreso de Academias, realizado en Bogotá el año 1960, se desempeñó como Embajador Extraordinario y Plenipotenciario, para suscribir el Convenio de Bogotá en representación del Gobierno de Bolivia el 28 de julio de 1960, bajo el cual los gobiernos se comprometían a ayudar económicamente a sus respectivas Corporaciones de la Lengua y a proporcionarles una sede para su funcionamiento, así como los recursos para su funcionamiento. Fue miembro de la Academia Boliviana de la Historia. Díaz Machicao se declaró continuador de la obra de Alcides Arguedas. Porfirio Díaz Machicao falleció el 22 de julio de 1981, en La Paz.

## Obra literaria
Su obra más destacada es "El estudiante enfermo" publicada en 1939, que en 1981 alcanzó su novena edición. La obra trata el tema de la educación sexual en las escuelas y universidades bolivianas tras el fin de la Guerra del Chaco.

### Novela
- Lecturas Escolares para los Niños del Campo (1936)
- Cuentos de dos climas
- Los invencibles
- Los invencibles en la Guerra del Chaco (1936)
- El estudiante enfermo[6] (1939)
- Vocero – novelas de un periodista (1942)
- Tupac Katari, la sierpe (1964)
- Cruz de aldea (1967)
- Historia del Rey Chiquito (1962)
- María del valle y sus cruces (1966).
- Trópico, Mamoré y embrujo
- Ingobernables
- Crónica de Crónicas
- María del Valle y sus cruces
- Imagen de América Latina en el siglo XX Tierra-Hombre
- Testificación de la cueca
- Camilo José Cela – párrafos sobre su vida y su obra
- Cruz de Aldea
- 20 lecciones sobre Bolívar
- Cauce de palabras

### Cuentos
- Cuentos de dos climas (1936)
- Quilco en la Raya del Horizonte[7]

### Historia
- Historia de Bolivia (5 v., 1955-1958)

### Biografía
- Salamanca (1938)
- Melgarejo (1944)
- Nataniel Aguirre (1945)
- Saavedra 1920-1925, publicado en 1954
- La bestia emocional[8] (autobiografía, 1955)
- Guzmán, Siles, Blanco, Galindo 1925-1931, publicado en 1955
- El ateneo de los muertos (1956)
- Toro, Bush, Quintanilla 1936-1940, publicado en 1957
- Peñaranda 1940-1943, publicado en 1958
- Veinte lecciones sobre Santa Cruz

### Antología
- Prosa y verso en Bolivia (4 v., 1966-1968)
- Antología de la oratoria boliviana (1968)
- Antología del teatro boliviano (1969).

En los últimos años de su vida, se empeñó en continuar con la Antología del Teatro Boliviano en cuatro tomos, de la que sólo llegó a publicarse el primero.

## Premios y reconocimientos
- Premio Nacional de Cultura (1973)

## Afición
Tenía un aprecio particular por el valiente y sacrificado solípedo, el burro, lo que llevó a coleccionar estatuillas de este animal. La propiedad que tenía en la ciudad de Cochabamba la llamó, el “Solar del burro”
– Decía: Ahí está el burro mayor con sus hermanos. Y en cuanto al
“Solar del burro”, se llama así porque tengo gran devoción por este noble animalito. La
razón es exclusivamente religiosa: un burro permitió que la Sagrada Familia huyera a
Egipto, durante la persecución desatada por Herodes. El burro es el salvador de El
Salvador.